# Juri Alexandrowitsch Wesselow
Juri Alexandrowitsch Wesselow (russisch Юрий Александрович Веселов; * 20. Februar 1982 in Krasnojarsk) ist ein russischer Rennrodler.

## Karriere
Juri Wesselow betreibt Rennrodeln seit 1999 und gehört seit 2001 dem russischen Nationalkader an. Der Student war Untermann im Doppelsitzer mit Michail Kusmitsch. Sein erster großer Erfolg war die Teilnahme an den Olympischen Spielen 2002 von Salt Lake City, wo er 14. wurde. In der Saison 2002/03 wurde das Doppel 13. der Weltcup-Gesamtwertung und bei den Rennrodel-Weltmeisterschaften 2003. In der Folgesaison erreichten sie den neunten Rang sowie den elften Platz bei den Rennrodel-Weltmeisterschaften 2004 von Nagano im Doppel und den achten mit dem russischen Team im Mannschaftswettbewerb. Bei der Europameisterschaft des Jahres in Oberhof belegten sie den fünften Rang mit der Mannschaft.
Die Saison 2004/05 verlief mittelmäßig erfolgreich. Besser wurde es wieder in der Saison 2005/06. In der Gesamtwertung des Rennrodel-Weltcups wurden Kusmitsch/Wesselow Zehnte, im Rennrodel-Challenge-Cup 2005/06 Neunte. Mit dem Team belegten die beiden bei der Europameisterschaft 2006 in Winterberg den vierten Rang, im Doppel wurden sie Zwölfte. Einen Platz besser kamen sie bei den Olympischen Winterspielen 2006 von Turin ein.